# Schultzidia
Schultzidia – rodzaj ryb promieniopłetwych z podrodziny Myrophinae w obrębie rodziny żmijakowatych (Ophichthidae).

## Rozmieszczenie geograficzne
Do rodzaju należą gatunki występujące w wodach Indyjskiego i zachodniego Spokojnego.

## Morfologia
Długość ciała do 35 cm; brak danych dotyczących masy ciała.

## Systematyka
Rodzaj zdefiniował w 1951 roku amerykański ichtiolog William Alonzo Gosline w artykule poświęconym osteologii i klasyfikacji żmijakowatych z Wysp Hawajskich, opublikowanym w czasopiśmie Pacific Science. Gatunkiem typowym jest (oryginalne oznaczenie (również monotypowe)) S. johnstonensis.

### Etymologia
Schultzidia: Leonard Peter Schultz (1901–1986), amerykański ichtiolog.

### Podział systematyczny
Do rodzaju należą następujące gatunki:
- Schultzidia johnstonensis (Schultz & Woods, 1949)
- Schultzidia retropinnis (Fowler, 1934)